# طائر التعريشة فوغلكوب
طائر التعريشة فوغلكوب (الاسم العلمي: Amblyornis inornata)، المعروف أيضًا باسم طائر التعريشة البستاني فوغلكوب، هو نوع من طيور التعريشة متوسط القد من جبال شبه جزيرة فوغلكوب في غرب غينيا الجديدة وإندونيسيا.